# Saison 1985-1986 du West Bromwich Albion FC
Chronologie
Saison précédente Saison suivante
La saison 1985-1986 de West Bromwich Albion est l'une des plus catastrophiques de l'histoire de ce club anglais des Midlands de l'Ouest. Enchaînant les défaites, les Baggies sont rapidement éliminés des trois coupes auxquelles ils participent et passent la quasi-totalité de la saison à la dernière place du championnat. Avec seulement 4 victoires en 42 rencontres et 89 buts encaissés, ils sont relégués en deuxième division pour la saison 1986-1987. C'est le début d'une longue traversée du désert pour le club, qui ne retrouve la première division qu'en 2002.
En lieu et place d'un logo, le maillot aux rayures verticales bleues et blanches des Baggies s'orne d'un gros logo d'interdiction de fumer.

## Contexte

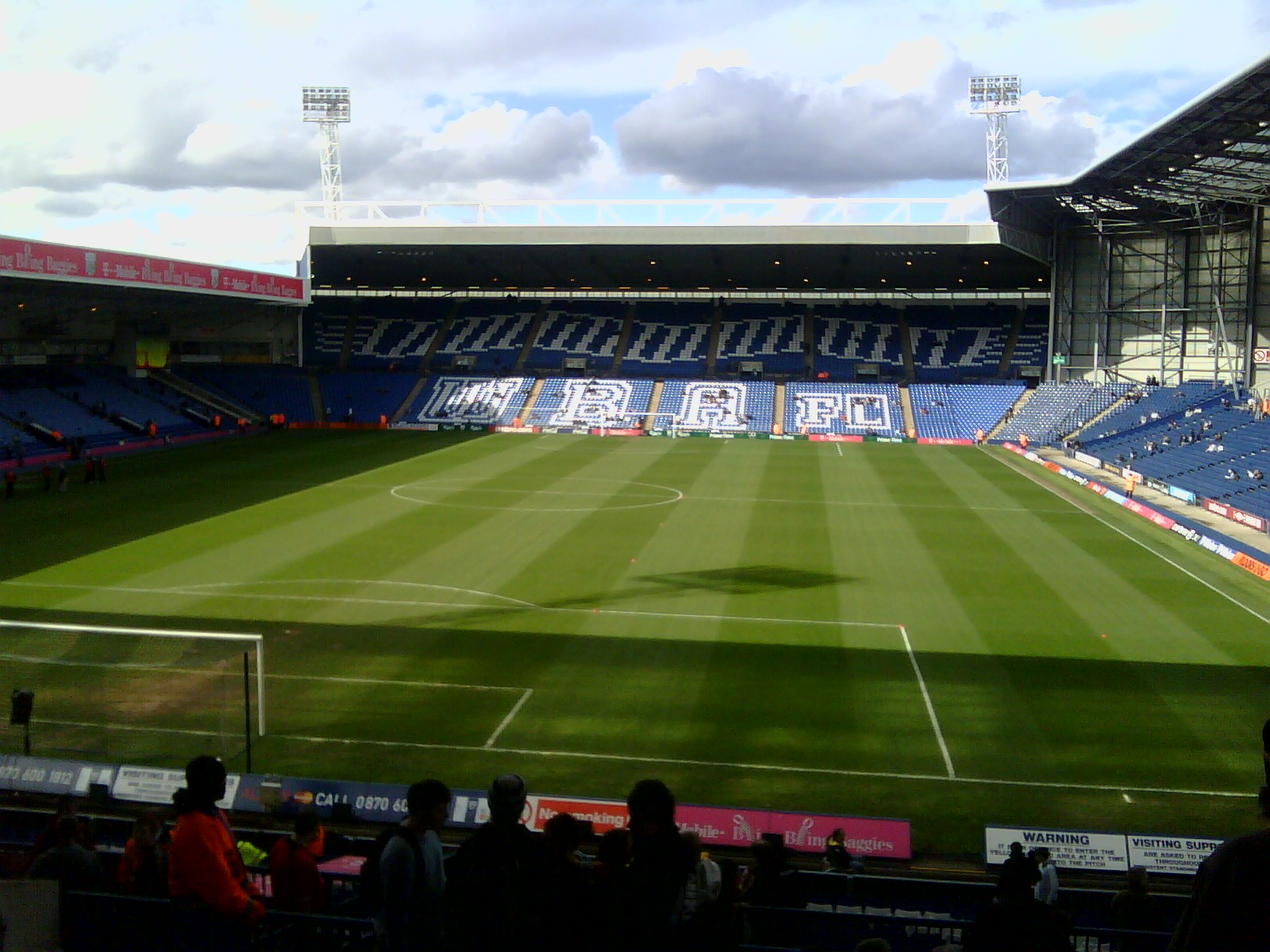
The Hawthorns, le stade de West Bromwich Albion.

Le West Bromwich Albion FC est un club anglais de football professionnel basé à West Bromwich, dans les Midlands de l'Ouest. Fondé en 1878, il joue ses matchs à domicile à The Hawthorns depuis 1900. Les Baggies (surnom donné aux joueurs du club) évoluent régulièrement dans le championnat de première division depuis 1949, à l'exception d'un bref passage en deuxième division entre 1973 et 1976.
Le dernier trophée majeur remporté par West Bromwich Albion remonte à la Coupe d'Angleterre de football 1967-1968, mais le club réalise de bonnes performances en championnat dans les années qui suivent sa remontée en première division. Sous l'égide de l'entraîneur Ron Atkinson, les Baggies disputent ainsi la Coupe de l'UEFA à trois reprises entre 1978 et 1981, atteignant notamment les quarts de finale de cette compétition en 1979. Après le départ d'Atkinson, en 1981, la première moitié des années 1980 est plus difficile pour West Bromwich Albion, à l'exception d'un bon parcours en Coupe d'Angleterre 1981-1982. Les Baggies se classent notamment à deux reprises à la 17e place du championnat (sur 22).

## Pré-saison
- 20 juin 1985 : l'attaquant de Sheffield Wednesday Imre Varadi signe avec West Bromwich Albion[2].
- 15 juillet 1985 : West Bromwich Albion recrute un autre attaquant en la personne de Garth Crooks, racheté à Tottenham Hotspur[3].
- 8 août 1985 : l'attaquant Garry Thompson (en) est transféré à Sheffield Wednesday pour 450 000 £[4].
- 14 août 1985 : un autre attaquant de West Bromwich Albion, Nicky Cross (en), change de club au profit de Walsall, une équipe de troisième division[5].

## Saison

### Championnat
- 17 août 1985 (1re journée) : pour son premier match de la saison, West Bromwich Albion joue à domicile contre le promu Oxford United. La rencontre s'achève sur un score nul de 1 but partout, Bobby McDonald (en) ayant répondu à l'ouverture du score d'Imre Varadi. Les Baggies jouent la dernière demi-heure réduits à dix, ayant perdu deux joueurs (Garth Crooks et Tony Grealish) sur blessure[6].
- 24 août 1985 (3e journée) : les Baggies subissent une lourde défaite sur le terrain de Watford, 5 buts à 1. West Bromwich Albion se retrouve lanterne rouge du championnat, une position que le club occupera sans discontinuer jusqu'à la fin de la saison.
- 28 septembre 1985 (10e journée) : West Bromwich Albion enchaîne une neuvième défaite d'affilée en championnat contre Coventry City (3-0), un record[7]. Cette série de contre-performances incite l'entraîneur Johnny Giles à remettre sa démission, son adjoint Nobby Stiles assurant l'intérim[8].
- 5 octobre 1985 (11e journée) : grâce au but égalisateur de Carl Valentine, West Bromwich Albion arrache le nul contre Tottenham (1-1) et marque son deuxième point de la saison[9].
- 19 octobre 1985 (13e journée) : West Bromwich Albion, qui enchaîne les matches sans défaite depuis le départ de Giles, s'impose par 2 buts à 1 contre le club voisin de Birmingham City. Les Baggies remportent ainsi leur première victoire de la saison[10].
- 22 février 1986 (30e journée) : pour leur premier match avec leur nouvel entraîneur Ron Saunders, les Baggies sont battus 3 à 0 par Manchester United[11].
- 12 avril 1986 (38e journée) : à la suite de sa défaite par 1 but à 0 sur le terrain de Queens Park Rangers, West Bromwich Albion est mathématiquement relégué en deuxième division[12].

| Rang | Équipe               | Pts | J  | G  | N  | P  | Bp | Bc | Diff |
| ---- | -------------------- | --- | -- | -- | -- | -- | -- | -- | ---- |
| 16   | Aston Villa          | 44  | 42 | 10 | 14 | 18 | 51 | 67 | -16  |
| 17   | Coventry City        | 43  | 42 | 11 | 10 | 21 | 48 | 71 | -23  |
| 18   | Oxford United        | 42  | 42 | 10 | 12 | 20 | 62 | 80 | -18  |
| 19   | Leicester City       | 42  | 42 | 10 | 12 | 20 | 54 | 76 | -22  |
| 20   | Ipswich Town         | 41  | 42 | 11 | 8  | 23 | 32 | 55 | -23  |
| 21   | Birmingham City      | 29  | 42 | 8  | 5  | 29 | 30 | 73 | -43  |
| 22   | West Bromwich Albion | 24  | 42 | 4  | 12 | 26 | 35 | 89 | -54  |

### Coupe d'Angleterre
En tant que club de première division, West Bromwich Albion n'intègre la compétition qu'au troisième tour, l'équivalent des trente-deuxièmes de finale. Le tirage au sort lui donne pour adversaire une autre équipe de D1, Sheffield Wednesday, qui a battu les Baggies 1 à 0 en championnat lors de la 14e journée. La rencontre a lieu le 13 janvier 1986 à Hillsborough, le stade de Sheffield Wednesday, et se solde par un match nul, 2 buts partout, West Bromwich Albion parvenant à deux reprises à revenir au score.
Conformément au règlement de la compétition, une autre rencontre doit avoir lieu pour départager les deux équipes. Elle se déroule trois jours plus tard, le 16 janvier, aux Hawthorns. Comme lors du match précédent, les Baggies sont menés au score à deux reprises mais parviennent à égaliser grâce à Stephen Hunt et Mickey Thomas. Un but de l'international anglais Mark Chamberlain dans les dix dernières minutes de la rencontre permet à Sheffield Wednesday de l'emporter par 3 buts à 2 et d'éliminer West Bromwich Albion de la Coupe d'Angleterre.
| 3e tour               | Sheffield Wednesday (D1) | 2 – 2   | West Bromwich Albion (D1) |                                               |                                               |
| lundi 13 janvier 1986 | Smith (en) · Sterland    | (? – ?) | Reilly · Statham          | Hillsborough (Sheffield) Spectateurs : 17 042 | Hillsborough (Sheffield) Spectateurs : 17 042 |

| 3e tour (rejoué)      | West Bromwich Albion (D1)                                                                              | 2 – 3   | Sheffield Wednesday (D1) |                                                                            |                                                                            |
| jeudi 16 janvier 1986 | Hunt 39e · Thomas 60e                                                                                  | (1 – 2) | Marwood 10e (pen.) · Chapman 43e · Chamberlain 81e                                                                                  | The Hawthorns (West Bromwich) Spectateurs : 11 152 Arbitrage : K. Walmsley | The Hawthorns (West Bromwich) Spectateurs : 11 152 Arbitrage : K. Walmsley |
| jeudi 16 janvier 1986 | Godden, Nicholl, Statham, Hunt, Bennett (Owen ), Robertson, Thompson, Varadi, Reilly, Thomas, Dennison | Équipes | Hodge (en), Sterland, Smith (en), Shirtliff (en), Hart (en), Gregory (Chamberlain ), Marwood, Chapman, Thompson (en), Blair, Morris | The Hawthorns (West Bromwich) Spectateurs : 11 152 Arbitrage : K. Walmsley | The Hawthorns (West Bromwich) Spectateurs : 11 152 Arbitrage : K. Walmsley |

### Coupe de la Ligue
Les clubs de première division démarrent la Coupe de la Ligue au deuxième tour. West Bromwich Albion est opposé à une équipe de quatrième division, Port Vale. Les Baggies remportent le match aller sur leur terrain grâce à un but de Gerry Armstrong (1-0) avant d'aller faire match nul 2 buts partout à Vale Park. Ce score cumulé de 3-2 leur permet d'accéder au troisième tour où ils retrouvent un club de première division, Coventry City, qui les a sèchement battus par 3 buts à 0 en championnat un mois auparavant. Cette fois-ci, les joueurs de West Bromwich Albion parviennent à ne pas encaisser de but, même s'ils n'en marquent aucun. Un match d'appoint est nécessaire pour départager les deux équipes et les Baggies le remportent sur le score de 4 buts à 3.
Le tirage au sort du quatrième tour met aux prises les deux rivaux des Midlands de l'Ouest : West Bromwich Albion et Aston Villa. À Villa Park, les Baggies mènent de deux buts avant d'être rattrapés au score et la rencontre se termine sur le score de 2-2. Comme au tour précédent, un match d'appoint est nécessaire pour départager West Brom et leurs adversaires. Ce sont les Villans qui remportent cette deuxième rencontre par 2 buts à 1 et poursuivent leur parcours dans la compétition.
| 2e tour (match aller)   | West Bromwich Albion (D1) | 1 – 0   | Port Vale (D4) |                                                   |                                                   |
| mardi 24 septembre 1985 | Armstrong                 | (? – ?) |                | The Hawthorns (West Bromwich) Spectateurs : 6 268 | The Hawthorns (West Bromwich) Spectateurs : 6 268 |

| 2e tour (match retour) | Port Vale (D4)       | 2 – 2   | West Bromwich Albion (D1) |                                                |                                                |
| lundi 7 octobre 1985   | Jones · Maguire (en) | (? – ?) | Varadi                    | Vale Park (Stoke-on-Trent) Spectateurs : 7 895 | Vale Park (Stoke-on-Trent) Spectateurs : 7 895 |

| 3e tour               | Coventry City (D1) | 0 – 0   | West Bromwich Albion (D1) |                                               |                                               |
| mardi 29 octobre 1985 |                    | (0 – 0) |                           | Highfield Road (Coventry) Spectateurs : 9 804 | Highfield Road (Coventry) Spectateurs : 9 804 |

| 3e tour (rejoué)         | West Bromwich Albion (D1) | 4 – 3   | Coventry City (D1)        |                                                   |                                                   |
| mercredi 6 novembre 1985 | Hunt · Varadi · Crooks    | (? – ?) | Evans (en) · Bennett (en) | The Hawthorns (West Bromwich) Spectateurs : 8 987 | The Hawthorns (West Bromwich) Spectateurs : 8 987 |

| 4e tour                   | Aston Villa (D1)                                                                               | 2 – 2   | West Bromwich Albion (D1)                                                                                    |                                                                        |                                                                        |
| mercredi 20 novembre 1985 | Evans · Stainrod 63e                                                                           | (0 – 1) | Crooks 2e · Bennett 51e                                                                                      | Villa Park (Birmingham) Spectateurs : 20 204 Arbitrage : Keith Hackett | Villa Park (Birmingham) Spectateurs : 20 204 Arbitrage : Keith Hackett |
| mercredi 20 novembre 1985 | Spink, Williams, Dorigo, Evans, Glover, Gibson (Birch ), Daley, Stainrod, Gray, Hodge, Walters | Équipes | Bradshaw, Nicholl, Statham, Hunt, Bennett, Robertson, Armstrong (Palmer ), Whitehead, Varadi, Thomas, Crooks | Villa Park (Birmingham) Spectateurs : 20 204 Arbitrage : Keith Hackett | Villa Park (Birmingham) Spectateurs : 20 204 Arbitrage : Keith Hackett |

| 4e tour (rejoué)          | West Bromwich Albion (D1) | 1 – 2   | Aston Villa (D1) |                                                    |                                                    |
| mercredi 27 novembre 1985 | Hunt                      | (? – ?) | Hodge · Walters  | The Hawthorns (West Bromwich) Spectateurs : 18 868 | The Hawthorns (West Bromwich) Spectateurs : 18 868 |

### Full Members Cup
À la suite du drame du Heysel, en mai 1985, l'UEFA décide d'exclure les clubs anglais des compétitions européennes pour une durée de trois ans. En guise de compensation, la Football League met sur pied deux nouvelles compétitions réservées à ses membres : la Super Cup (en), disputée par les six clubs qui auraient dû être qualifiés pour l'Europe, et la Full Members Cup pour les autres équipes de première et deuxième division. Ces nouvelles coupes ne suscitent d'abord qu'un intérêt médiocre, et parmi les 44 clubs pouvant participer à la Full Members Cup, seuls 21, provenant principalement de D2, choisissent de s'inscrire. West Bromwich Albion fait partie des cinq équipes de première division qui participent à ce tournoi.
Les Baggies sont versés dans le groupe 4 de la conférence Sud avec deux clubs de deuxième division, Brighton & Hove Albion et Crystal Palace. Ils les battent sur le même score de 2 buts à 1, ce qui leur permet de se classer en tête du groupe et d'accéder aux demi-finales de la conférence Sud. Opposés à Chelsea, ils réalisent un match nul, 2 buts partout, avant d'être éliminés aux tirs au but. Chelsea finit par remporter cette première édition de la coupe.
| Groupe 4 Sud            | Brighton & Hove Albion (D2) | 1 – 2   | West Bromwich Albion (D1) |                                             |                                             |
| mercredi 2 octobre 1985 | Wilson (en)                 | (? – ?) | Crooks                    | Goldstone Ground (Hove) Spectateurs : 4 649 | Goldstone Ground (Hove) Spectateurs : 4 649 |

| Groupe 4 Sud             | West Bromwich Albion (D1)                                                                                             | 2 – 1   | Crystal Palace (D2) |                                                   |                                                   |
| mercredi 23 octobre 1985 | Hunt · Nicholl | (? – ?) | Cannon (en) | The Hawthorns (West Bromwich) Spectateurs : 3 914 | The Hawthorns (West Bromwich) Spectateurs : 3 914 |
| mercredi 23 octobre 1985 | Programme |         | | The Hawthorns (West Bromwich) Spectateurs : 3 914 | The Hawthorns (West Bromwich) Spectateurs : 3 914 |
| mercredi 23 octobre 1985 | Powell, Nicholl, Palmer, Hunt, Bennett, Forsyth, Valentine, Grealish, Armstrong (Robson ), Whitehead, Crooks (Bull ). | Équipes | Wood, O'Doherty (en), Brush (en) (Lindsay (en)), Taylor (en), Droy (en), Cannon (en), Irvine, Finnigan (en), Aylott (en), Barber (en) (Wright ), Higginbottom (en) | The Hawthorns (West Bromwich) Spectateurs : 3 914 | The Hawthorns (West Bromwich) Spectateurs : 3 914 |

| Demi-finale sud           | West Bromwich Albion (D1)                | 2 – 2 4 – 5 t. a. b. | Chelsea (D1)                                               |                                                   |                                                   |
| mercredi 13 novembre 1985 | Valentine · Crooks                       | (? – ?)              | Speedie · McAllister (en)                                  | The Hawthorns (West Bromwich) Spectateurs : 4 070 | The Hawthorns (West Bromwich) Spectateurs : 4 070 |
| mercredi 13 novembre 1985 | Bull · Hunt · Varadi · Thompson · Crooks | Tirs au but 4 – 5    | Spackman · Jasper (en) · Pates (en) · Wood (en) · Lee (en) | The Hawthorns (West Bromwich) Spectateurs : 4 070 | The Hawthorns (West Bromwich) Spectateurs : 4 070 |

### Matchs officiels de la saison
| Compétition      | J./Tour | Date              | Domicile               | Rés.          | Extérieur           | Cl. | Buteur(s) pour WBA       | Buteur(s) adverses                         |
| ---------------- | ------- | ----------------- | ---------------------- | ------------- | ------------------- | --- | ------------------------ | ------------------------------------------ |
| First Division   | 1       | 17 août 1985      | WBA                    | 1 – 1         | Oxford United       | 11e | Varadi                   | McDonald (en)                              |
| First Division   | 2       | 20 août 1985      | Everton                | 2 – 0         | WBA                 | 20e | —                        | Heath (2)                                  |
| First Division   | 3       | 24 août 1985      | Watford                | 5 – 1         | WBA                 | 22e | Varadi                   | West (en) (3), Terry (en), Talbot          |
| First Division   | 4       | 26 août 1985      | WBA                    | 2 – 3         | Manchester City     | 22e | Mackenzie (2)            | Simpson (en), Wilson (en), Lillis (en)     |
| First Division   | 5       | 31 août 1985      | Chelsea                | 3 – 0         | WBA                 | 22e | —                        | Spackman (p), Speedie (2)                  |
| First Division   | 6       | 4 septembre 1985  | WBA                    | 0 – 3         | Aston Villa         | 22e | —                        | Evans (p), Daley, Walters                  |
| First Division   | 7       | 7 septembre 1985  | WBA                    | 1 – 2         | Ipswich Town        | 22e | Crooks                   | Putney (en), Sunderland                    |
| First Division   | 8       | 14 septembre 1985 | Newcastle United       | 4 – 1         | WBA                 | 22e | Mackenzie                | Reilly (2), McDonald (en), Clarke (en)     |
| First Division   | 9       | 21 septembre 1985 | WBA                    | 1 – 5         | Manchester United   | 22e | Crooks                   | Brazil (2), Blackmore, Stapleton, Strachan |
| EFL Cup          | 2e      | 24 septembre 1985 | WBA                    | 1 – 0         | Port Vale           | —   | Armstrong                | —                                          |
| First Division   | 10      | 28 septembre 1985 | Coventry City          | 3 – 0         | WBA                 | 22e | —                        | Adams (en) (p), Gibson (en), Peake (en)    |
| Full Members Cup |         | 2 octobre 1985    | Brighton & Hove Albion | 1 – 2         | WBA                 | —   | Crooks (2)               | Wilson (en) (p)                            |
| First Division   | 11      | 5 octobre 1985    | WBA                    | 1 – 1         | Tottenham Hotspur   | 22e | Valentine                | Waddle                                     |
| EFL Cup          | 2e      | 7 octobre 1985    | Port Vale              | 2 – 2         | WBA                 | —   | Varadi (2)               | Jones, Maguire (en)                        |
| First Division   | 12      | 12 octobre 1985   | Leicester City         | 2 – 2         | WBA                 | 22e | Crooks (2)               | Smith, Lynex (en) (p)                      |
| First Division   | 13      | 19 octobre 1985   | WBA                    | 2 – 1         | Birmingham City     | 22e | Varadi, Valentine        | Kennedy (en)                               |
| Full Members Cup |         | 23 octobre 1985   | WBA                    | 2 – 1         | Crystal Palace      | —   | Hunt, Nicholl            | Cannon (en)                                |
| First Division   | 14      | 26 octobre 1985   | Sheffield Wednesday    | 1 – 0         | WBA                 | 22e | —                        | Chapman                                    |
| EFL Cup          | 3e      | 29 octobre 1985   | Coventry City          | 0 – 0         | WBA                 | —   | —                        | —                                          |
| First Division   | 15      | 3 novembre 1985   | Nottingham Forest      | 2 – 1         | WBA                 | 22e | Hunt                     | Webb, Davenport (p)                        |
| EFL Cup          | 3e      | 6 novembre 1985   | WBA                    | 4 – 3         | Coventry City       | —   | Hunt, Varadi (2), Crooks | Evans (en), Bennett (en) (2)               |
| First Division   | 16      | 9 novembre 1985   | WBA                    | 0 – 1         | Queens Park Rangers | 22e | —                        | Robinson                                   |
| Full Members Cup |         | 13 novembre 1985  | WBA                    | 2 – 2 4-5 tab | Chelsea             | —   | Valentine, Crooks        | Speedie, McAllister (en)                   |
| First Division   | 17      | 16 novembre 1985  | Liverpool              | 4 – 1         | WBA                 | 22e | Crooks                   | Nicol, Mølby, Lawrenson, Walsh             |
| EFL Cup          | 4e      | 19 novembre 1985  | Aston Villa            | 2 – 2         | WBA                 | —   | Crooks, Bennett          | Evans, Stainrod                            |
| First Division   | 18      | 23 novembre 1985  | WBA                    | 0 – 0         | Arsenal             | 22e | —                        | —                                          |
| EFL Cup          | 4e      | 26 novembre 1985  | WBA                    | 1 – 2         | Aston Villa         | —   | Hunt                     | Hodge, Walters                             |
| First Division   | 19      | 30 novembre 1985  | West Ham United        | 4 – 0         | WBA                 | 22e | —                        | Cottee, Devonshire, Orr (en), Parris (en)  |
| First Division   | 20      | 7 décembre 1985   | WBA                    | 0 – 3         | Everton             | 22e | —                        | Sheedy, Lineker, Van Den Hauwe             |
| First Division   | 21      | 14 décembre 1985  | Oxford United          | 2 – 2         | WBA                 | 22e | Varadi, Hunt             | Aldridge (p), Charles (en)                 |
| First Division   | 22      | 22 décembre 1985  | WBA                    | 3 – 1         | Watford             | 22e | Varadi, Hunt, Dennison   | Sterling (en)                              |
| First Division   | 23      | 26 décembre 1985  | WBA                    | 1 – 2         | Luton Town          | 22e | Varadi                   | North (en), Harford                        |
| First Division   | 24      | 28 décembre 1985  | Aston Villa            | 1 – 1         | WBA                 | 22e | Hunt                     | Kerr (en)                                  |
| First Division   | 25      | 1 janvier 1986    | Southampton            | 3 – 1         | WBA                 | 22e | Varadi                   | Cockerill (en), Armstrong, Wallace         |
| First Division   | 26      | 11 janvier 1986   | WBA                    | 1 – 1         | Newcastle United    | 22e | Varadi                   | Wharton (en)                               |
| FA Cup           | 3e      | 13 janvier 1986   | WBA                    | 2 – 2         | Sheffield Wednesday | —   | Reilly, Statham          | Smith (en), Sterland                       |
| FA Cup           | 3e      | 16 janvier 1986   | Sheffield Wednesday    | 2 – 3         | WBA                 | —   | Hunt, Thomas             | Marwood (p), Chapman, Chamberlain          |
| First Division   | 27      | 18 janvier 1986   | WBA                    | 0 – 3         | Chelsea             | 22e | —                        | Nevin, Speedie, Murphy (en)                |
| First Division   | 28      | 1 février 1986    | Manchester City        | 2 – 1         | WBA                 | 22e | Grealish                 | Davies, Power (en)                         |
| First Division   | 29      | 8 février 1986    | Birmingham City        | 0 – 1         | WBA                 | 22e | Bennett                  | —                                          |
| First Division   | 30      | 22 février 1986   | Manchester United      | 3 – 0         | WBA                 | 22e | —                        | Olsen (3)                                  |
| First Division   | 31      | 8 mars 1986       | Tottenham Hotspur      | 5 – 0         | WBA                 | 22e | —                        | Mabbutt, Falco (en) (2), Galvin, Waddle    |
| First Division   | 32      | 15 mars 1986      | WBA                    | 2 – 2         | Leicester City      | 22e | Varadi, Mackenzie        | Sealy (en) (2)                             |
| First Division   | 33      | 19 mars 1986      | WBA                    | 0 – 0         | Coventry City       | 22e | —                        | —                                          |
| First Division   | 34      | 22 mars 1986      | Ipswich Town           | 1 – 0         | WBA                 | 22e | —                        | Butcher                                    |
| First Division   | 35      | 29 mars 1986      | WBA                    | 1 – 0         | Southampton         | 22e | Thompson                 | —                                          |
| First Division   | 36      | 1 avril 1986      | Luton Town             | 3 – 0         | WBA                 | 22e | —                        | Newell (en), Harford (p), Hill (en)        |
| First Division   | 37      | 5 avril 1986      | WBA                    | 1 – 1         | Nottingham Forest   | 22e | Bennett                  | Metgod                                     |
| First Division   | 38      | 12 avril 1986     | Queens Park Rangers    | 1 – 0         | WBA                 | 22e | —                        | Bannister                                  |
| First Division   | 39      | 19 avril 1986     | WBA                    | 1 – 2         | Liverpool           | 22e | Madden                   | Dalglish, Rush                             |
| First Division   | 40      | 22 avril 1986     | WBA                    | 1 – 1         | Sheffield Wednesday | 22e | Reilly                   | Marwood                                    |
| First Division   | 41      | 26 avril 1986     | Arsenal                | 2 – 2         | WBA                 | 22e | Reilly (2)               | Robson (en), Allinson (p)                  |
| First Division   | 42      | 3 mai 1986        | WBA                    | 2 – 3         | West Ham United     | 22e | Reilly (p), Madden       | Cottee, McAvennie, Stewart                 |